# André Michel Lwoff
André Michel Lwoff (8 tháng 5 năm 1902 – 30 tháng 9 năm 1994) là một nhà vi sinh học người Pháp.

## Học vấn, thời thơ ấu và sự nghiệp
Ông sinh ra tại Ainay-le-Château, Allier, ở Auvergne, Pháp. Ông tham gia Viện Pasteur ở Paris năm 19 tuổi. Năm 1932, ông hoàn tất luận văn thạc sĩ với sự giúp đỡ rất lớn từ Quỹ Rockefeller, sau đó ông chuyển tới Viện nghiên cứu Y khoa Kaiser Wilhelm từ lúc Heidelberg làm chủ tịch cho đến khi Otto Meyerhof thay thế, tại đây ông làm các cuộc nghiên cứu về sự phát triển của trùng roi. Một nhà Rockefeller khác cũng bảo trợ cho ông đến Cambridge năm 1937. Năm 1938, ông được bổ nhiệm làm trưởng khoa tại Viện Pasteur, nơi ông đã có những nghiên cứu mang tính đột phá về bacteriophage, microbiota và poliovirus.

## Giải thưởng và vinh danh
Ông được trao vô số giải thưởng từ Viện hàn lâm khoa học Pháp, như Gran Prix Charles-Leopold Mayer, Huy chương Leeuwenhoek thuộc Viện Hàn lâm Nghệ thuật và Khoa học Thụy Điển năm 1960 và huy chương Keilin của Hiệp hội Sinh Hóa học Anh Quốc năm 1964. Sau đó, ông được nhận Giải Nobel Y khoa cao quý năm 1965 cho những phát hiện về cơ chế hoạt động của một số virus (mà ông đặt tên là provirus) được dùng để lây nhiễm vi khuẩn.